# 剣菱酒造

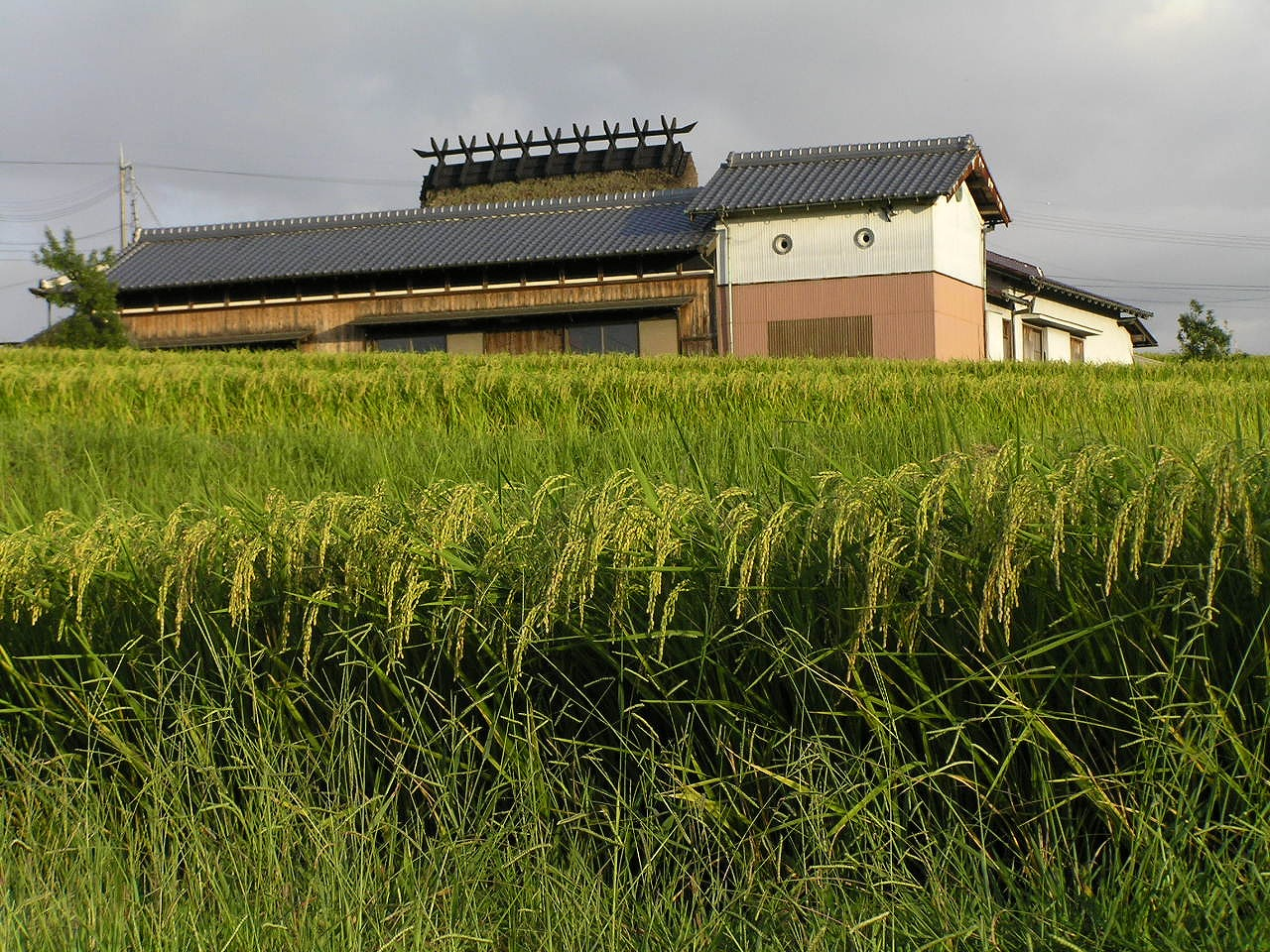
神戸市北区北僧尾の剣菱山田錦契約田

剣菱酒造株式会社（けんびし しゅぞう）は兵庫県神戸市東灘区に本社を置く、日本酒「剣菱」シリーズの蔵元。

## 概要
灘五郷の一つ、御影郷に本拠を構え、「ケンビシ」の愛称で親しまれる。江戸幕末の文献に、ルーツである稲寺屋が永正2年（1505年）に伊丹（現・兵庫県伊丹市）で創業したことが記されている。稲寺屋の酒は江戸でも評判高かったが、「剣菱」と呼ばれるようになった時期は不明である。昭和4年（1929年）になって現在の神戸市東灘区に移転し、現在に至る。一時期、他社から酒を買い受けて自社ブランドで販売するOEM（桶買い）により評判を大きく落としたが、再び自社で製造販売するようになり評価を取り戻している。
晩秋頃から仕込みを始め、春先から秋まで寝かせる「寒造り」と呼ばれる伝統的な製法を今もなお守り続ける。吉野杉で造られた甑と相俟って、濃厚な味わいとキレのある口当たりに特徴がある。
甑以外にも、剣菱酒造では暖気樽や菰樽といった、日本酒の製造・販売で古来使われてきた木製品を現在でも多用している。日本酒業界全体で、こうした木製品は金属・樹脂製品やガラス瓶などに切り替わり、入手が困難になっている。このため剣菱酒造では、木製酒道具や藁縄のメンテナンス・生産専用工場を浜蔵工場隣接地に新設した。他の日本酒・醤油会社からの注文も請け負う。

## 弔い酒
地元では主に葬儀の際に剣菱の酒が用いられることが多いことから「弔い酒」と思われている節がある。赤穂浪士が討ち入りの前に蕎麦屋の2階で剣菱の杯を交わしたという伝承もある。葬儀以外にも盆や正月などに剣菱の酒樽が神社に奉納されることも多い。また、企業でも年末の納会の際に剣菱の酒が多いなど節目節目に登場する酒ともいえる。

## 商標の由来
「剣菱」の商標の由来には2つの説があるとされている。
1. 天地陰陽和合の象徴という説。上部は男性、下部は女性の象徴である。
2. 仕込用水の井戸替え（清掃）をした際、井戸の底から不動明王の御尊像が現れたことから、当時の醸主・坂上桐蔭が不動明王の右手に握られている降魔の剣（倶利伽羅剣）の刀身と鍔の形を模して酒標にしたという説。

これらのことから剣菱を飲酒した効用として、瑞気を感じ、酒標（商標）の霊気と酒魂によって、衰えた勢いを盛り返し、奮起して家運繁昌をなすと言い伝えられている。
国語学者の神永暁によれば、「剣菱を飲む」という意味で、剣菱を動詞化した「けんびる」という言葉が江戸時代には存在されており、日本国語大辞典などに収録されているという。

## 震災と剣菱酒造
阪神・淡路大震災により付近の酒蔵同様、剣菱の酒蔵も建物が倒壊するなど甚大な被害を受けた。

## 取扱商品
本醸造酒
- （上撰）剣菱
- 黒松剣菱
- 極上黒松剣菱

純米酒
- 瑞祥黒松剣菱（古酒のブレンド、冬季限定商品）[8]
- 瑞穂黒松剣菱